# Senecio eenii
Senecio eenii là một loài thực vật có hoa trong họ Cúc. Loài này được (S.Moore) Merxm. miêu tả khoa học đầu tiên năm 1960.